# Tomasz Kubiak
Tomasz Jan Kubiak – polski matematyk, profesor nauk matematycznych. Specjalizuje się w topologii oraz teorii krat. Profesor zwyczajny na Wydziale Matematyki i Informatyki Uniwersytetu im. Adama Mickiewicza w Poznaniu.

## Życiorys
Studia z matematyki ukończył na poznańskim UAM, gdzie następnie został zatrudniony i zdobywał kolejne awanse akademickie. Stopień doktorski uzyskał w 1985 na podstawie pracy pt. On fuzzy topologies. Habilitował się w 1997 na podstawie dorobku naukowego i rozprawy pt. Przestrzenie L-Tichonowa i ich topologiczne modyfikacje. Tytuł naukowy profesora nauk matematycznych został mu nadany w 2013. Pracuje jako profesor zwyczajny w Zakładzie Teorii Funkcji Rzeczywistych WMiI UAM.
Artykuły publikował w takich czasopismach jak m.in. "Journal of Pure and Applied Algebra", "Journal of Mathematical Analysis and Applications", "Mathematica Japonica" oraz "Topology and its Applications".